# Puertas de ala de mariposa

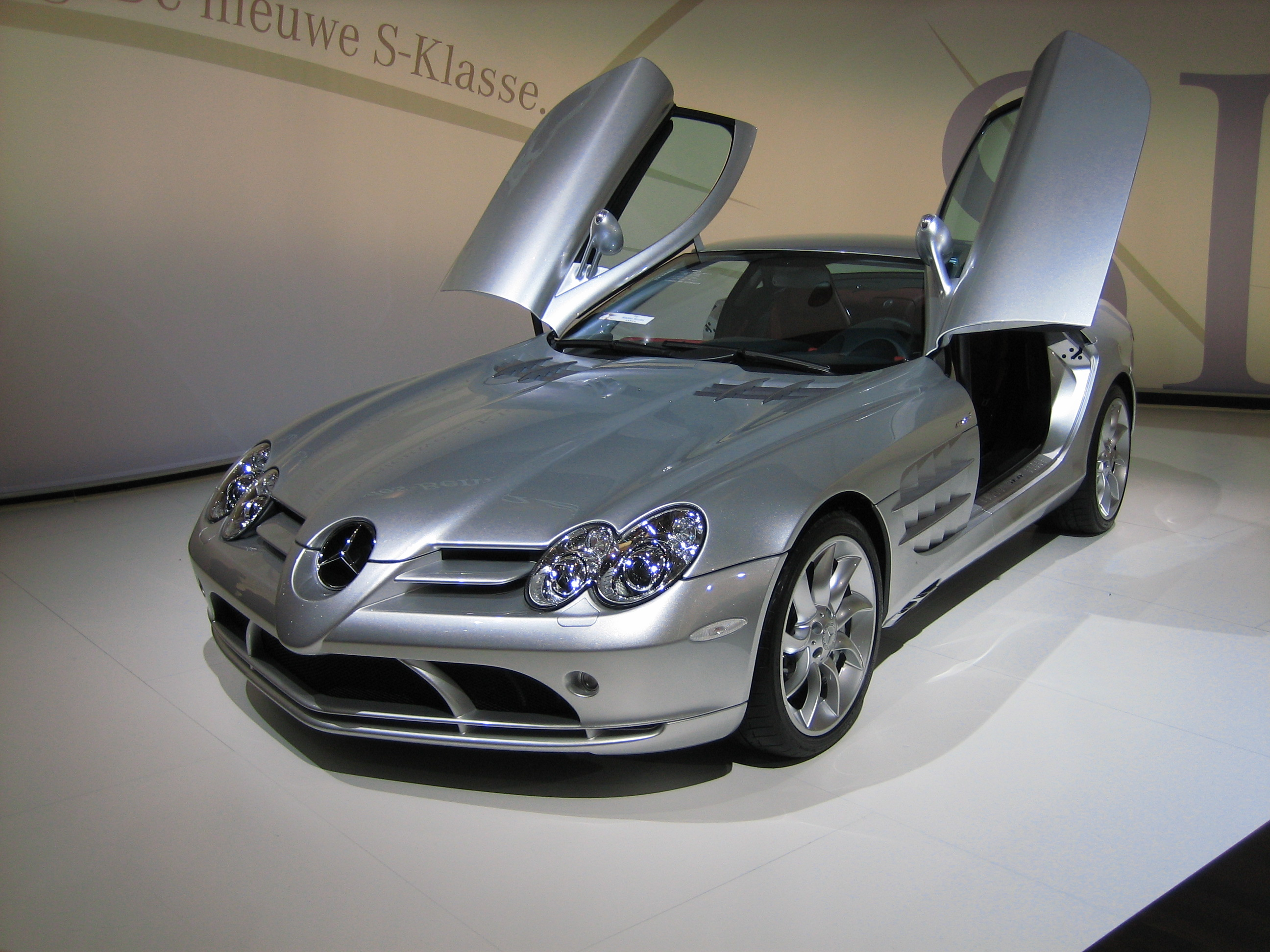
Un Mercedes-Benz SLR McLaren con las puertas abiertas.

Las puertas de ala de mariposa, también llamadas puertas de mariposa, puertas de ala de halcón, puertas verticales o puertas diédricas, son un tipo de puertas a menudo vistas en automóviles de alto rendimiento. Son similares a las puertas de tijera, pero mientras que las puertas de tijera se mueven adelante y arriba, las puertas de mariposa también rotan mientras se mueven afuera, lo que hace más fácil entrar y salir del coche ahorrando espacio.
Automóviles deportivos como el Alfa Romeo 33 Stradale y el Toyota Sera, y superdeportivos como el McLaren F1, el Saleen S7, el Ferrari Enzo y el Mercedes-Benz SLR McLaren, entre otros, tienen puertas de mariposa.